# Буссаид, Отман
Отман Буссаид (нидерл. Othman Boussaid; род. 7 марта 2000, Кортрейк, Фламандский регион) — бельгийский футболист, нападающий клуба «Ан-Наср» (Дубай).

## Клубная карьера
Буссаид — воспитанник клуба «Льерс». 5 августа 2017 года в матче против «Ауд-Хеверле Лёвен» он дебютировал в Первом дивизионе Бельгии. В этом же поединке Отман забил свой первый гол за «Льерс». Летом 2018 года Буссаид перешёл в нидерландский «Утрехт». 26 августа в матче против ВВВ-Венло он дебютировал в Эредивизи. 12 мая 2019 года в поединке против амстердамского «Аякса» Отман забил свой первый гол за «Утрехт». В августе 2019 года перешёл на правах аренды в клуб НАК Бреда.